# Parasybropis
Parasybropis is een kevergeslacht uit de familie van de boktorren (Cerambycidae). De wetenschappelijke naam van het geslacht werd voor het eerst geldig gepubliceerd in 1963 door Breuning.

## Soorten
Parasybropis is monotypisch en omvat slechts de volgende soort:
- Parasybropis gilmouri Breuning, 1963